# Rogaliński Park Krajobrazowy
Rogaliński Park Krajobrazowy – park krajobrazowy w województwie wielkopolskim na terenie powiatów poznańskiego i śremskiego. Rozciąga się po obu stronach rzeki Warty, od Wiórka i Puszczykowa w pobliżu Poznania aż do Zbrudzewa i Góry koło Śremu. Został utworzony w 1997 celem ochrony największego w Europie skupiska wielowiekowych dębów szypułkowych rosnących w dolinie Warty, licznych starorzeczy, a także wartości historyczno-kulturowych. Nazwa pochodzi od wsi Rogalin, gdzie rosną najbardziej znane z wielkopolskich dębów.
Powierzchnia Rogalińskiego Parku Krajobrazowego wynosi obecnie 12 682,7 ha.

## Historia
Ślady osadnictwa człowieka na terenie Parku sięgają IX w. p. Ch., występują w nim liczne stanowiska archeologiczne z przełomu Starożytności i Średniowiecza, związane z brodem przez Wartę i bagna nadwarciańskie. Obecne wsie założone zostały w okresie pełnego Średniowiecza, lecz nie zachowały pierwotnego układu urbanistycznego. W połowie XVII w. po okresie zniszczeń wywołanych wojnami i klęskami naturalnymi rozpoczął się okres osadnictwa emigrantów z Niemiec i Niderlandów, zakładających nowe osady w miejscach dotychczas niezasiedlonych, bagnistych lub lesistych.
Gwałtowny spadek lesistości regionu nastąpił w wyniku osadnictwa w latach 1400–1523 – gdy powierzchnia lasów zmniejszyła się o ok. 30% – i został pogłębiony w latach 1600–1800 o kolejne 20%. Pod koniec XVIII wieku administracja pruska wprowadziła planowane zagospodarowanie lasów i sztuczne odnowienia lasów wyciętych, a w II Rzeczypospolitej przejęte zostały zasady gospodarki leśnej wypracowane w Wielkopolsce w okresie zaborów.
W XVIII wieku na obszarze obejmującym Park prowadzono rozległe prace melioracyjne, tworząc system kanałów i uregulowanych cieków z obiektami wodnymi, odwadniających nieliczne tereny podmokłe. W XIX wieku rząd pruski przeprowadził prace regulacyjne rzeki Warty, znacznie skracając jej bieg na odcinku od Śremu do Poznania poprzez budowę przekopów likwidujących zakola, zwężenie i pogłębienie toru wodnego. Częste powodzie oraz zmienny przebieg nurtu rzeki uniemożliwiły intensywna gospodarkę rolną w szerokiej dolinie Warty, co przyczyniło się do zachowania jej naturalnego krajobrazu.

## Powstanie Parku
W 1904 roku niemiecki botanik Fritz C.I. Pfühl wskazał na potrzebę ochrony unikatowego skupiska dębów w Rogalinie. W 1948 roku ochrona objęto zarówno żywe jak i martwe drzewa wokół Rogalina, tworzące największe w Polsce skupisko dębów szypułkowych.
Celem ochrony terenów Poznańskiego Przełomu Warty w latach 1958 i 1964 utworzono rezerwaty Krajkowo i Goździk Siny w Grzybnie. Rozważane w latach 1976-87 przyłączenie części doliny Warty pod Rogalinem do Wielkopolskiego Parku Narodowego nie doszło do skutku. W 1994 r. utworzono Zespół Przyrodniczo-Krajobrazowy Łęgi Rogalińskie, a w 1997 roku – park krajobrazowy.

W latach 1999–2000 w Parku utworzono dodatkowe obszary ochrony pozostałości ekosystemów w postaci użytków ekologicznych. W 2007 r. Park i jego otoczenie włączone zostało do sieci Natura 2000 poprzez utworzenie obszaru ochrony siedlisk Rogalińska Dolina Warty (PLH300012) oraz strefy ochrony ptaków Ostoja Rogalińska (PLB300017).

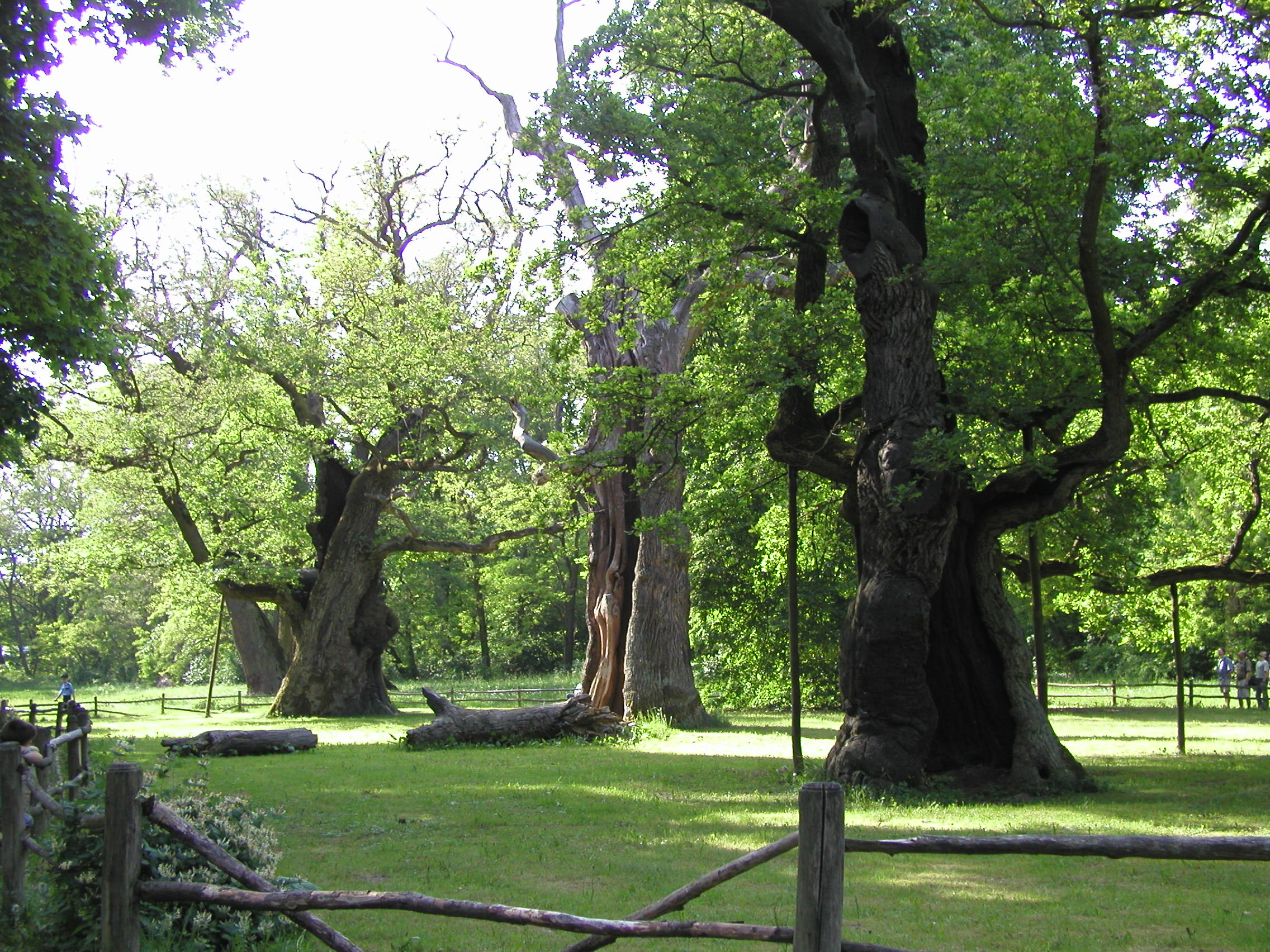
„Lech”, „Czech” i „Rus” w 2003

## Geografia Parku
Park położony jest w dwóch makroregionach: Pojezierzu Wielkopolskim i Pradolinie Warciańsko-Odrzańskiej. Obejmuje tereny stanowiące przełom Warty. Znajduje się w całości w województwie wielkopolskim w powiatach poznańskim (63%) i śremskim (37%). Park nie posiada strefy ochronnej. Północno-zachodnia granica Parku przylega bezpośrednio do Wielkopolskiego Parku Narodowego. Obejmuje w ponad 52% tereny uprawne i w ponad 44% tereny leśne. Niewielki udział wód powierzchniowych (0,5%) wynika z występowania starorzeczy Warty. Park obejmuje jedynie niewielkie wsie. Park przecina sieć dróg powiatowych i gminnych, północną część parku przecina droga wojewódzka nr 431.
Centralną część Parku stanowi dolina rzeki Warty i słabo zaznaczone obniżeniami terenu dochodzące do niej dopływy oraz kanały i rowy melioracyjne. Po obydwu stronach doliny rozpościera się terasa zalewowa przechodząca w morenę płaską, a po zachodniej stronie doliny – ostatecznie w pagórkowatą morenę czołową.
Wzdłuż doliny Warty, głównie na odcinku Krajkowo–Rogalinek występują liczne starorzecza. Lewymi dopływami Warty na terenie Parku są Kanał Szymanowo-Grzybno, Kanał Mosiński i Wirynka. Na wschód i północ od granicy Parku przez ciąg jezior rynnowych przepływa lewy dopływ Kopli – Głuszynka Sezonowy cykl wahań poziomu wody na Warcie od końca lat 80. XX wieku regulowany jest przez zbiornik Jeziorsko, natomiast wahania pływów na Głuszynce i Kanale Mosińskim są naturalnie niewielkie. Poza starorzeczami na terenie Parku nie występują naturalne zbiorniki wodne, zbiorniki sztuczne w postaci stawów i zalanych wyrobisk są niewielkie.

### Geologia
Rzeźba terenu Parku powstała ostatecznie ok. 14 tysięcy lat temu w końcowym okresie zlodowacenia północnopolskiego. W schyłkowej fazie zlodowacenia poznańskiego występowało silnie topnienie lądolodu, tworzące terasy doliny Warciańsko-Odrzańskiej oraz występujące w niej sandry, naniesione z piasków i żwirów rzecznych.

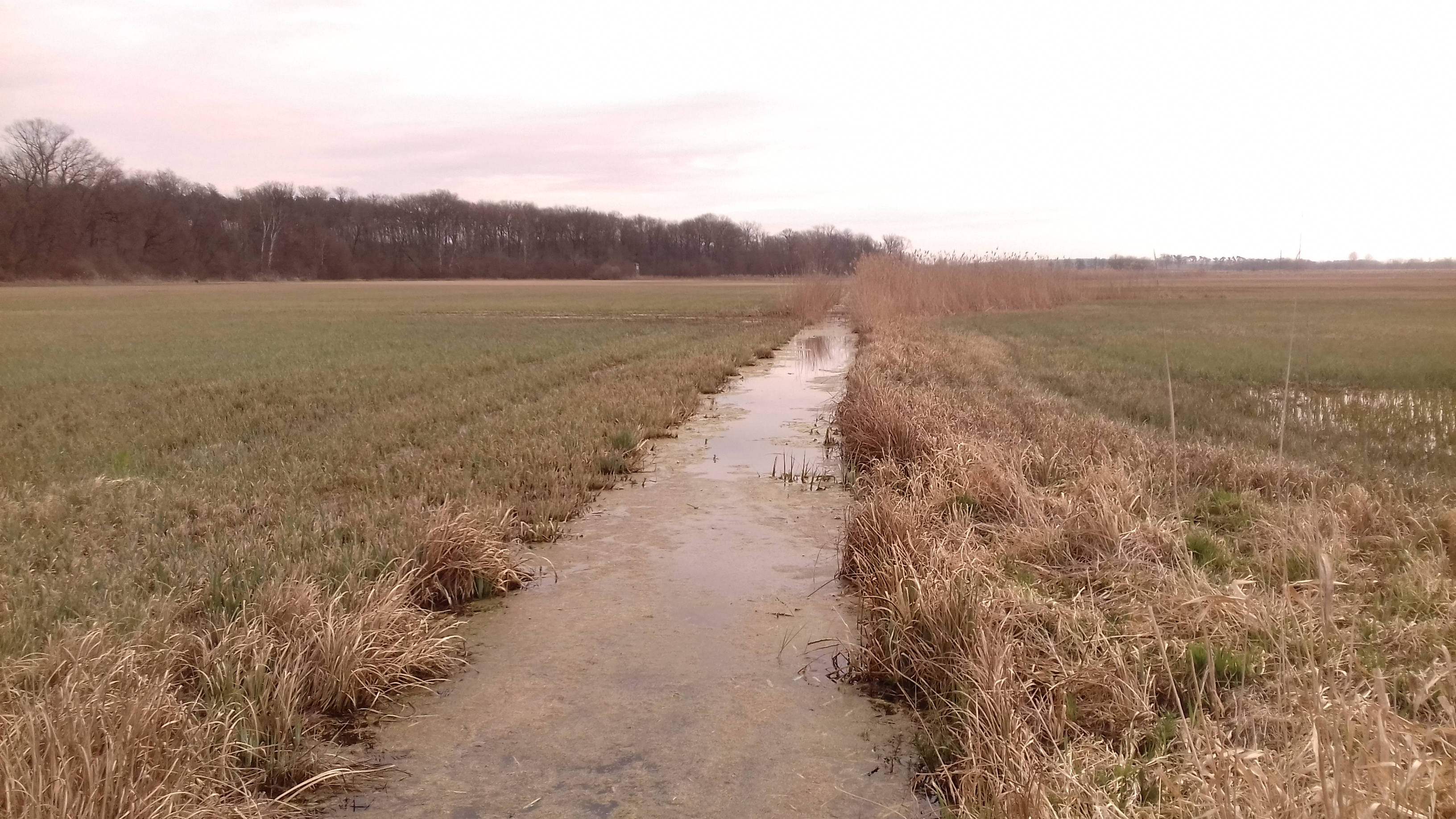
Dopływ Kanału Szymanowskiego w rejonie Grzybna

### Klimat
Park znajduje się w śląsko-wielkopolskim regionie klimatycznym. Charakteryzuje się trwającym przeciętnie 210-220 dni okresem wegetacyjnym z największa liczbą dni słonecznych (ponad 50 rocznie) i małą liczbą dni pochmurnych (mniej niż 130) oraz małymi opadami (mniej niż 500 mm rocznie). Przeważają wiatry zachodnie. Park leży w obszarze największym deficytów wodnych, stepowienie Wielkopolski i obniżanie poziomu wód gruntowych negatywnie wpływa na stan zdrowotny dębów.

## Walory naturalne

### Flora

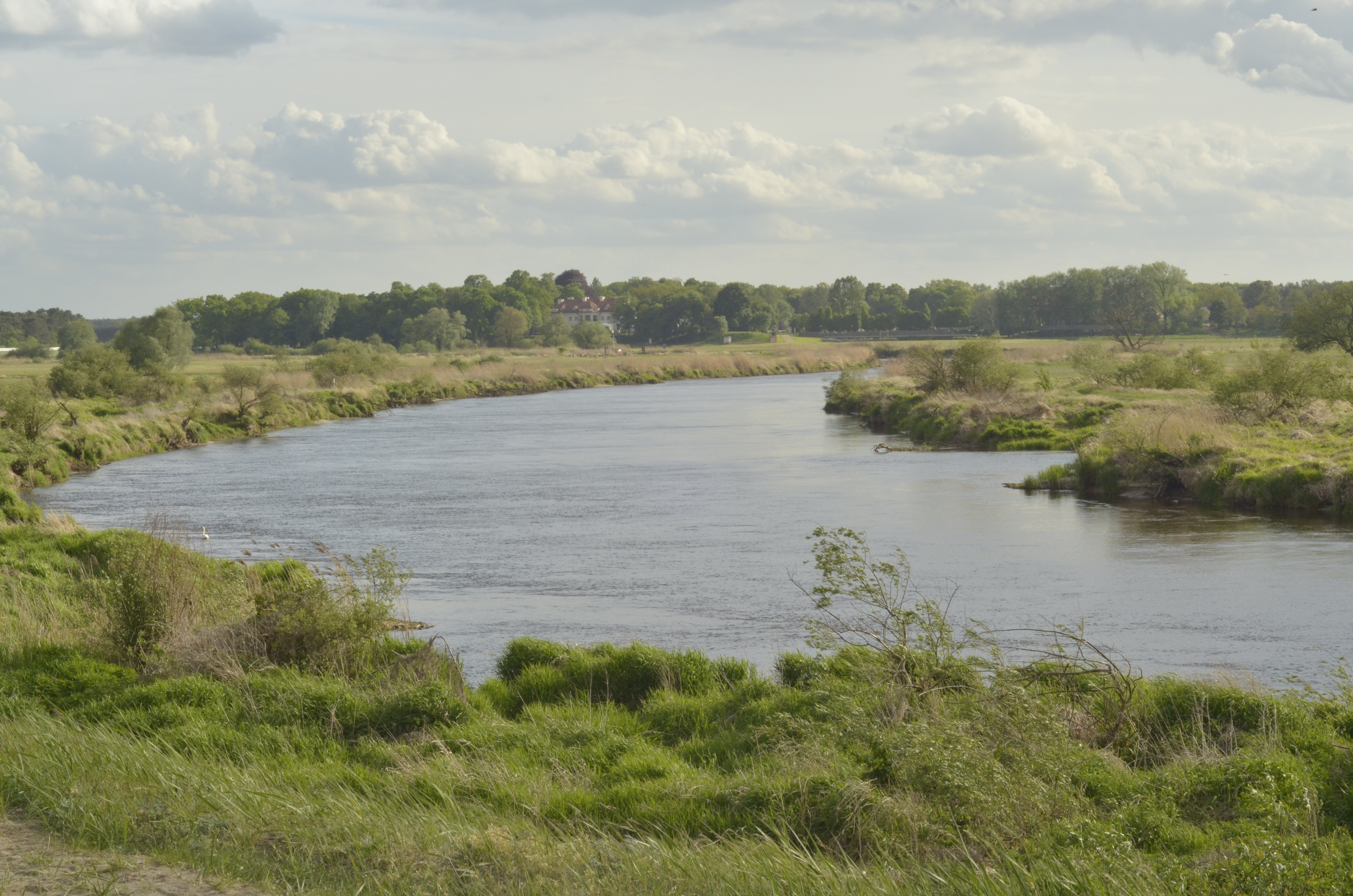
Zakole Warty w Rogalinku

Najczęściej występującymi w Parku drzewami są sosna oraz dąb, rzadziej brzoza, a w południowej części Parku także graby. Przeważają mieszane lasy sosnowo-dębowe oraz środkowoeuropejski bór sosnowy, występuje też świetlista dąbrowa. Wzdłuż doliny Warty charakterystyczne dla Parku są skupiska dębów szypułkowych – pozostałość porastających Wielkopolskę lasów. Bezpośrednio nad brzegami Warty występuje wierzba i topola, a wzdłuż pozostałych cieków występuje jesion, olsza i wiąz. Naturalny układ roślinności w dolinach rzeki został najsilniej przekształcony działalnością człowieka, wzdłuż rzeki występują liczne łąki. W lasach Parku występują liczne gatunki mchów i porostów oraz grzybów.
Liczne starorzecza w Parku porastają szuwary, występują w nich też rośliny o liściach pływających. Płytkie zbiorniki wody wolnopłynącej lub stojącej są siedliskiem roślinności niekorzeniącej się, występuje żabiściek pływający, rzęsa, spirodela wielokorzeniowa. W starorzeczach występuje także roślinność zanurzona – rogatek sztywny, moczarka kanadyjska, wywłócznik kłosowy, rdestnica połyskująca.
Inwentaryzacja w latach 2007–2008 wykazała istnienie w Parku ponad 960 dębów o obwodzie pnia większym niż 300 cm. Stan dębów jest zróżnicowany, na ogół są to jednak drzewa wiekowe, gdyż na używanych jako pastwiska łąkach młode drzewa nie miały szans rozwoju. Negatywnie na drzewa wpływa obniżanie poziomu wód gruntowych, działalność człowieka i szkodników.

### Fauna
Zróżnicowaniu fauny Parku pomaga naprzemienne występowanie różnorodnych siedlisk. Cieki i zbiorniki wodne umożliwiają życie większości typowych dla Wielkopolski gatunków ślimaków i małż, przy czym ok. 20% z nich to gatunki rzadkie. W parku istnieją dogodne warunki dla występowania licznych gatunków bezkręgowców żerujących w martwych drzewach. W dębach Parku żerują chronione gatunki takie jak: kozioróg dębosz, pachnica dębowa i jelonek rogacz.
Środowisko doliny rzeki i cieków stwarza także dobre warunki bytowania ssaków żyjących nad wodą: bobrów, wydr czy piżmaków, w Parku popularna jest także mysz polna. Kombinacja lasów i cieków umożliwia schodzenia do wodopojów sarnom, lisom, jeleniom europejskim czy dzikom. W parku liczne są ssaki owadożerne: nietoperze, ryjówki, krety oraz żyjące w lasach: kuna, mysz leśna i domowa oraz łasica.

## Rezerwaty

### Krajkowo
Rezerwat przyrody „Krajkowo” utworzono w 1958 roku celem ochrony krajobrazu łęgów i starorzeczy warciańskich oraz ochrony ptaków, m.in. czapli siwej. Częste zalewanie Rezerwatu wodami powodziowymi sprzyja powstawaniu lasu łęgowego. Ponad 50% zadrzewienia Rezerwatu obejmuje dąb szypułkowy, występujący w pojedynczo w postaci 200-300 letnich drzew o dużych rozmiarach. W zachodniej części rezerwatu popularna jest sosna zwyczajna, a duże rozmiary osiągają też wiązy i wierzby. Dąb szypułkowy ze względu na odporność na powodzie był celowo sprowadzany na nadbrzeża Warty w ramach gospodarki leśnej. Rezerwat stanowi ostoje ptactwa, liczne gatunki drapieżne zlatują się celem żeru.

### Goździk Siny w Grzybnie

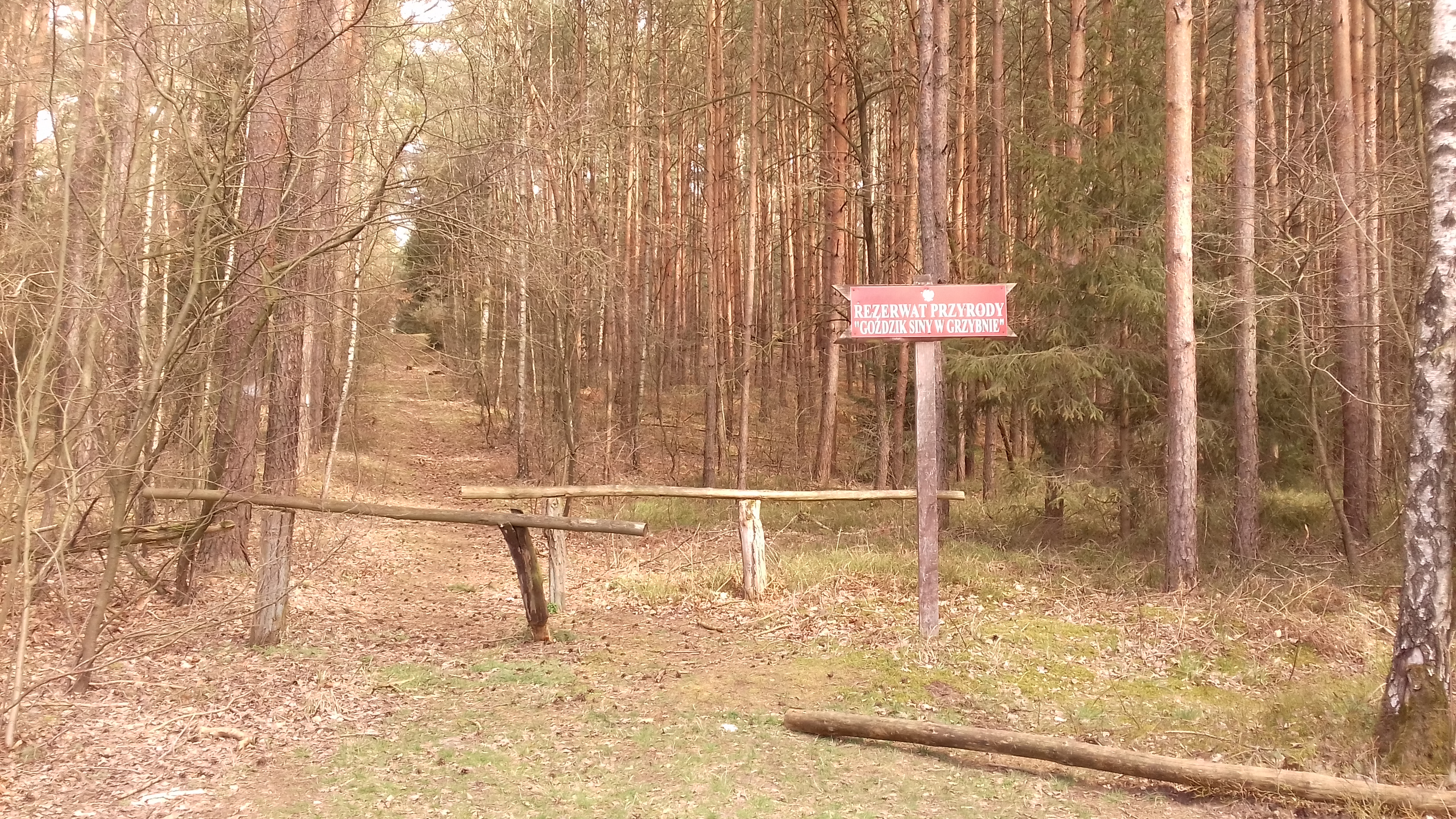
Rezerwat Goździk Siny w Grzybnie na wydmie – południowy skraj Rogalińskiego Parku Krajobrazowego

Rezerwat „Goździk Siny” utworzony został w 1964 roku na wale wydmowym ze stromo nachylonym stokiem północnym, celem ochrony rzadkiego w Polsce goździka sinego. Las porastający rezerwat to przykład subkontynentalnego boru sosnowego świeżego, z dominującą sosną przemieszaną z brzozą i dębem bezszypułkowym. Goździk siny występuje na szczycie wydmy i jej południowym stoku.

## Turystyka
Przez teren Parku przebiegają cztery znakowane szlaki turystyczne:
Na prawym brzegu Warty:
- Szlak turystyczny Osowa Góra – Sulęcinek (Rogalinek – Rogalin)
- Szlak turystyczny Wiórek-Rogalinek (Wiórek – Rogalinek)

Na lewym brzegu Warty:
- Szlak turystyczny Iłowiec – Otusz (Mosina PKP – Rezerwat Goździk Siny – dworzec PKP w Pecnej)
- Szlak turystyczny Żabno – Drużyna Poznańska (Żabno – Krajkowo Folwark – Drużyna Poznańska)

Przez Park prowadzi z północy na południe Wielkopolska Droga Świętego Jakuba, przekraczająca Wartę w Rogalinku. 
Przez Park przebiega 7 znakowanych szlaków rowerowych i dwa znakowane szlaki konne w Rogalinie i z Wiórka do Sasinowa.

## Walory kulturowe
Dęby rogalińskie stały się symbolem Wielkopolski. Najsłynniejsze są trzy rosnące w części angielskiej przypałacowego parku rogalińskiego „Lech”, „Czech” i „Rus” o obwodach 635, 726 i 926 cm oraz „Edward” o obwodzie 650 cm rosnący na jego skraju, na zboczu doliny Warty.
W kwietniu 2019 posadzono w pobliżu mostu prowadzącego na dziedziniec pałacowy w Rogalinie sadzonkę dębu szypułkowego sklonowaną z dębu „Rus” (materiał pobrano w 2014). Przy okazji tych działań określono wiek „Rusa” na 800-850 lat.
Rogalińskie dęby użyte zostały jako plener filmu „Stara Baśń. Kiedy słońce było Bogiem”.